# Welsh mountain
Welsh mountain är en inhemsk brittisk hästras av ponnystorlek med en mankhöjd av högst 121,9 centimeter och är den minsta av de fyra welshtyperna. Den tillhör sektion A i rasstamboken. Welsh mountain är grunden till de övriga tre typerna av welshponny och har sitt ursprung i förhistoriska häststammar på de brittiska öarna. Idag är den en omtyckt barnponny som visar tydliga drag från orientaliskt ursprung. Om Welsh Mountainponnyn blir över 121,9 cm i mankhöjd registreras de automatiskt som en Welshponny kategori B i stamboken.

## Historia
Som stamhingst till den moderna welsh mountain-ponnyn räknas den legendariske Dyoll Starlight som anses vara en korsning mellan arab och de gamla inhemska ponnyerna som bodde i bergen och på hedarna, främst i Wales. Dessa ponnyer ansågs härstamma från de gamla keltiska hästarna som fördes från Asien till Europa under 200- och 100-talet f.Kr. 
De första förbättringarna av de gamla welshponnyerna skedde redan under romarnas tid med orientaliska hästar när Julius Caesar invaderade Storbritannien. Caesar själv var så imponerad av den höga kvalité som de brittiska ponnyerna höll att han tog med sig ett stort antal ponnyer tillbaka till Rom. Skrifter från 1100-talet beskriver de små bergsponnyerna och 1188 skrev ärkediakonen Giraldus Cambresis att bergen i Wales vimlade av ponnyer. 
Under 1500-talet verkade det dock som att aveln av welsh mountain-ponnyn aldrig skulle bli av när kungen Henrik VIII ville förbättra rasen genom att döda alla hingstar som var under 150 centimeter och alla ston under 130 centimeter. Enbart de vilda ponnyerna i bergen slapp undan denna grymma behandling, dock var många av dessa av dålig karaktär eftersom bönderna på låglandet jagade upp ponnyerna i bergen igen när de sökte efter bättre bete. Det skulle dröja upp till 200 år innan bönderna insåg att ponnyerna kunde användas inom jordbruken. Under höstarna samlade man då upp ponnyerna och sålde dem på auktioner. Då intresset ökade även i andra ändar av landet så började bönderna satsa på att avla dessa små ponnyer och förbättra dem. 
Under 1700- och 1800-talen avlade man ut ponnyerna framför allt med arabiska och engelska fullblod. Även hackneyhästar och den nu utdöda norfolktravaren har bidragit till bättre rörelser. Störst betydelse för rasens utveckling hade en ganska liten fullblodshingst vid namn Merlin som levde under 1700-talet. Han var ättling i rakt nedstigande led till ett av det engelska fullblodets stamfäder, Darley Arabian. Även hingsten Apricot som var son till en berber-arabisk hingst hade stort inflytande på welsh mountainponyn. Apricots far var i sin tur fallen från ett sto med welshanknytning. Apricot som var ett resultat av en tjuvbetäckning hade stort inflytande på welsh mountian-ponnyerna. Merlin var dock den mest utmärkande och hans inflytande var så stort att welsh mountain än idag kan kallas merlins i Wales.  
Men under 1800-talet föddes Dyoll Starlight, vars mor Moonlight troligen hade mycket arabiskt blod i sig. Moonlights ägare Howard Meuric Lloyd beskrev henne som en miniatyrarab och hon skulle vara ättling till en välkänd arabisk hingst kallad Crawshay Bailey Arab. Moonlight hade parats med en hingst vid namn Glassalt som var ett perfekt exemplar av ”den gamla welshponnyn” vilket gjorde Dyoll Starlight till ett utmärkt underlag för welsh mountain-avel. Även om Glassalt var svart så var både Glassalts far och hans son Starlight skimlar vilket idag är den vanligaste färgen hos Welsh Mountain.
År 1902 öppnades stamboken för welsh av alla de fyra kategorierna och den gamla hedponnyn räknades numera inte in i welshponnyn utan kallades welsh mountain, eller welsh kategori A. De första welsh mountain-ponnyerna kom till Sverige i slutet av 1950-talet och idag finns det många av dem. En av de första hingstarna var den nästan legendariska Snowdon Blighter RWM 1, som föddes i Wales 1955 och kom till Sverige 1959.

## Egenskaper

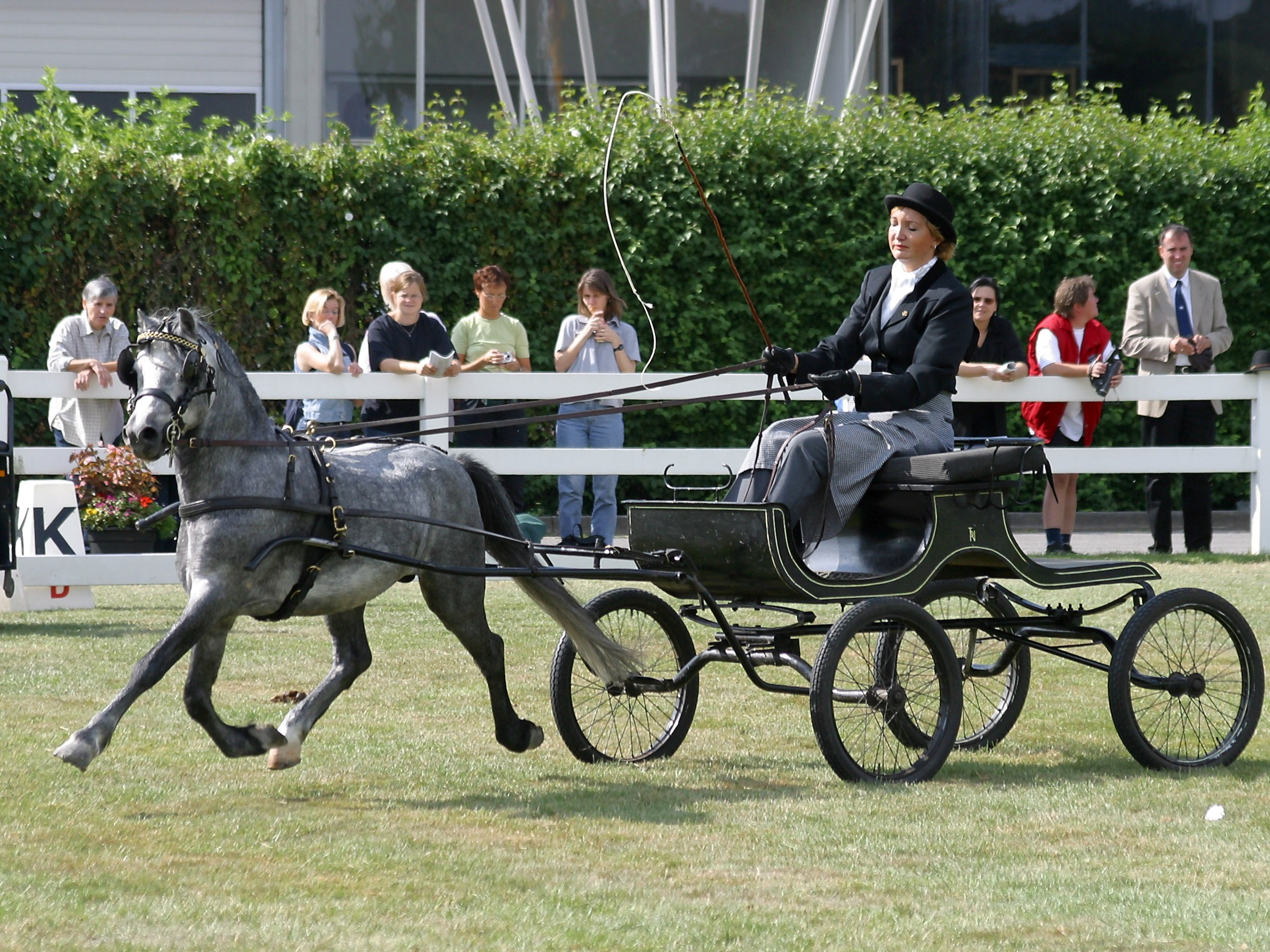
Welsh mountainponnyer fungerar utmärkt som små körhästar.

Welsh mountain-ponnyn har ett elegant och mycket karakteristiskt utseende med tydliga drag från det arabiska inflytandet. Huvudet är litet och ädelt med inåtbuktande nosrygg, stora ögon och små men tydligt spetsiga öron. Det lilla inflytandet från körhästarna norfolktravare och hackneyhästar har gett ponnyerna en ovanligt kraftfull aktion med utmärkta rörelser. Trots det ädla utseendet har welsh mountain sina förfäders medfödda sundhet och härdighet efter ett liv på hedarna. Benen är smäckra och långa men naturligt starka och tåliga med hårda hovar. 
Welsh mountain-ponnyns ädla utseende och lugn har gjort den till en populär ponny, inte minst bland barn och den är en utmärkt ponny för ridning och körning och används dessutom i aveln av både den brittiska och den tyska ridponnyn. I stamboken registreras welsh mountain under kategori A tillsammans med de andra typerna av welsh, varav welsh mountain är den minsta. En welsh mountain som växer över 122 centimeter blir automatiskt registrerad som en Welshponny Kategori B istället för Welsh mountain Kategori A.